# Atletica leggera ai Giochi della V Olimpiade - Pentathlon
La competizione del pentathlon di Atletica leggera ai Giochi della V Olimpiade si tenne il 7 luglio 1912 allo Stadio Olimpico di Stoccolma.

## Risultati parziali
La competizione si svolse con le seguenti prove nell'ordine:
- Salto in lungo
- Lancio del giavellotto
- 200 metri piani
- Lancio del disco
- 1500 metri piani
- I punteggi in classifica vennero attribuiti secondo il piazzamento, 1 punto al primo, 2 al secondo, ecc ecc.
- Dopo la terza prova solo i primi 12 potevano proseguire e la classifica venne aggiornata con i piazzamenti dei soli superstiti.
- Dopo la quarta prova solo i primi sei proseguivano con la quinta prova.

### Salto in lungo
| Pos. | Atleta           | Nazione     | Misura | Punti |
| ---- | ---------------- | ----------- | ------ | ----- |
| 1    | Jim Thorpe       | Stati Uniti | 7,07   | 1     |
| 2    | Ferdinand Bie    | Norvegia    | 6,85   | 2     |
| 3    | James Donahue    | Stati Uniti | 6,83   | 3     |
| 4    | Avery Brundage   | Stati Uniti | 6,58   | 4     |
| 5    | Oscar Lemming    | Svezia      | 6,55   | 5     |
| 6    | Charles Lomberg  | Svezia      | 6,53   | 6     |
| 7    | Otto Bäurle      | Germania    | 6,52   | 7     |
| 8    | Erik Kugelberg   | Svezia      | 6,45   | 8     |
| 8    | Frank Lukeman    | Canada      | 6,45   | 8     |
| 10   | Nils Fjästad     | Svezia      | 6,43   | 10    |
| 11   | James Menaul     | Stati Uniti | 6,40   | 11    |
| 12   | Inge Lindholm    | Svezia      | 6,32   | 12    |
| 13   | Pierre Failliot  | Francia     | 6,29   | 13    |
| 14   | Hugo Wieslander  | Svezia      | 6,27   | 14    |
| 15   | Einar Nilsson    | Svezia      | 6,23   | 15    |
| 16   | Julius Wagner    | Svizzera    | 6,22   | 16    |
| 17   | Emil Kukko       | Finlandia   | 6,19   | 17    |
| 18   | John Eller       | Stati Uniti | 6,17   | 18    |
| 19   | Gustav Kröjer    | Austria     | 6,10   | 19    |
| 20   | Gösta Holmér     | Svezia      | 6,02   | 20    |
| 21   | Géo André        | Francia     | 5,98   | 21    |
| 23   | Alfredo Pagani   | Italia      | 5,86   | 23    |
| 25   | Mgirdiç Migiryan | Turchia     | 5,59   | 25    |
| 26   | Hugo Ericson     | Svezia      | 5,58   | 26    |
| 22   | Karl Halt        | Germania    | [ 1 ]  | 22/24 |
| 24   | Josef Waitzer    | Germania    | [ 1 ]  | 22/24 |

### Lancio del giavellotto
| Pos. | Atleta           | Nazione     | Misura | Punti |
| ---- | ---------------- | ----------- | ------ | ----- |
| 1    | Hugo Wieslander  | Svezia      | 49,56  | 1     |
| 2    | Oscar Lemming    | Svezia      | 49,51  | 2     |
| 3    | Jim Thorpe       | Stati Uniti | 46,71  | 3     |
| 4    | Ferdinand Bie    | Norvegia    | 46,45  | 4     |
| 5    | Gösta Holmér     | Svezia      | 45,46  | 5     |
| 6    | Emil Kukko       | Finlandia   | 44,43  | 6     |
| 7    | Hugo Ericson     | Svezia      | 43,74  | 7     |
| 8    | Einar Nilsson    | Svezia      | 43,67  | 8     |
| 9    | Avery Brundage   | Stati Uniti | 42,85  | 9     |
| 10   | Karl Halt        | Germania    | 42,75  | 10    |
| 11   | Erik Kugelberg   | Svezia      | 42,02  | 11    |
| 12   | Inge Lindholm    | Svezia      | 41,94  | 12    |
| 13   | Julius Wagner    | Svizzera    | 41,31  | 13    |
| 14   | Nils Fjästad     | Svezia      | 40,15  | 14    |
| 15   | Gustav Kröjer    | Austria     | 39,89  | 15    |
| 16   | James Donahue    | Stati Uniti | 38,28  | 16    |
| 17   | Charles Lomberg  | Svezia      | 37,15  | 17    |
| 18   | Mgirdiç Migiryan | Turchia     | 36,87  | 18    |
| 19   | Frank Lukeman    | Canada      | 36,02  | 19    |
| 20   | James Menaul     | Stati Uniti | 35,85  | 20    |
| 21   | Géo André        | Francia     | 34,83  | 21    |
| 22   | Otto Bäurle      | Germania    | 34,29  | 22    |
| 23   | Alfredo Pagani   | Italia      | 34,23  | 23    |
| 24   | Pierre Failliot  | Francia     | 33,46  | 24    |
| 25   | John Eller       | Stati Uniti | 33,36  | 25    |
| 26   | Josef Waitzer    | Germania    | ND     | 26    |

### Dopo due prove
| Pos. | Atleta           | Nazione     | Punti | Lungo | Giav. |
| ---- | ---------------- | ----------- | ----- | ----- | ----- |
| 1    | Jim Thorpe       | Stati Uniti | 4     | 1     | 3     |
| 2    | Ferdinand Bie    | Norvegia    | 6     | 2     | 4     |
| 3    | Oscar Lemming    | Svezia      | 7     | 5     | 2     |
| 4    | Avery Brundage   | Stati Uniti | 13    | 4     | 9     |
| 5    | Hugo Wieslander  | Svezia      | 15    | 14    | 1     |
| 6    | James Donahue    | Stati Uniti | 19    | 3     | 16    |
| 7    | Erik Kugelberg   | Svezia      | 19    | 8     | 11    |
| 8    | Charles Lomberg  | Svezia      | 23    | 6     | 17    |
| 9    | Einar Nilsson    | Svezia      | 23    | 15    | 8     |
| 10   | Emil Kukko       | Finlandia   | 23    | 17    | 6     |
| 11   | Nils Fjästad     | Svezia      | 24    | 10    | 14    |
| 12   | Inge Lindholm    | Svezia      | 24    | 12    | 12    |
| 13   | Gösta Holmér     | Svezia      | 25    | 20    | 5     |
| 14   | Frank Lukeman    | Canada      | 27    | 8     | 19    |
| 15   | Otto Bäurle      | Germania    | 29    | 7     | 22    |
| 16   | Julius Wagner    | Svizzera    | 29    | 16    | 13    |
| 17   | James Menaul     | Stati Uniti | 31    | 11    | 20    |
| 18   | Karl Halt        | Germania    | 32/34 | 22/24 | 10    |
| 19   | Hugo Ericson     | Svezia      | 33    | 26    | 7     |
| 20   | Gustav Kröjer    | Austria     | 34    | 19    | 15    |
| 21   | Pierre Failliot  | Francia     | 37    | 13    | 24    |
| 22   | Géo André        | Francia     | 42    | 21    | 21    |
| 23   | John Eller       | Stati Uniti | 43    | 18    | 25    |
| 24   | Mgirdiç Migiryan | Turchia     | 43    | 25    | 18    |
| 25   | Alfredo Pagani   | Italia      | 46    | 23    | 23    |
| 26   | Josef Waitzer    | Germania    | 48/50 | 22/24 | 26    |

### 200 metri piani
| Pos. | Atleta           | Nazione     | Tempo | Punti |
| ---- | ---------------- | ----------- | ----- | ----- |
| 1    | Jim Thorpe       | Stati Uniti | 22"9  | 1     |
| 2    | James Donahue    | Stati Uniti | 23"0  | 2     |
| 2    | James Menaul     | Stati Uniti | 23"0  | 2     |
| 4    | John Eller       | Stati Uniti | 23"1  | 4     |
| 5    | Frank Lukeman    | Canada      | 23"2  | 5     |
| 6    | Pierre Failliot  | Francia     | 23"2  | 5     |
| 7    | Ferdinand Bie    | Norvegia    | 23"5  | 7     |
| 7    | Inge Lindholm    | Svezia      | 23"5  | 7     |
| 9    | Otto Bäurle      | Germania    | 23"6  | 9     |
| 9    | Nils Fjästad     | Svezia      | 23"6  | 9     |
| 11   | Hugo Ericson     | Svezia      | 24"0  | 11    |
| 11   | Gösta Holmér     | Svezia      | 24"0  | 11    |
| 11   | Emil Kukko       | Finlandia   | 24"0  | 11    |
| 14   | Hugo Wieslander  | Svezia      | 24"1  | 14    |
| 15   | Avery Brundage   | Stati Uniti | 24"2  | 15    |
| 16   | Einar Nilsson    | Svezia      | 24"3  | 16    |
| 17   | Charles Lomberg  | Svezia      | 24"4  | 17    |
| 18   | Géo André        | Francia     | 24"6  | 18    |
| 18   | Oscar Lemming    | Svezia      | 24"6  | 18    |
| 20   | Gustav Kröjer    | Austria     | 24"7  | 20    |
| 21   | Erik Kugelberg   | Svezia      | 24"9  | 21    |
| 22   | Alfredo Pagani   | Italia      | 25"2  | 22    |
| 23   | Julius Wagner    | Svizzera    | 25"3  | 23    |
| 24   | Mgirdiç Migiryan | Turchia     | 26"4  | 24    |
| -    | Karl Halt        | Germania    | Rit.  | ---   |
| -    | Josef Waitzer    | Germania    | NP    | ---   |

### Dopo tre prove
| Pos. | Atleta           | Nazione     | Punti | Lungo | Giav. | 200m |
| ---- | ---------------- | ----------- | ----- | ----- | ----- | ---- |
| 1    | Jim Thorpe       | Stati Uniti | 5     | 1     | 3     | 1    |
| 2    | Ferdinand Bie    | Norvegia    | 13    | 2     | 4     | 7    |
| 3    | James Donahue    | Stati Uniti | 21    | 3     | 16    | 2    |
| 4    | Oscar Lemming    | Svezia      | 25    | 5     | 2     | 18   |
| 5    | Avery Brundage   | Stati Uniti | 28    | 4     | 9     | 15   |
| 6    | Hugo Wieslander  | Svezia      | 29    | 14    | 1     | 14   |
| 7    | Inge Lindholm    | Svezia      | 31    | 12    | 12    | 7    |
| 8    | Frank Lukeman    | Canada      | 32    | 8     | 19    | 5    |
| 9    | Nils Fjästad     | Svezia      | 33    | 10    | 14    | 9    |
| 9    | James Menaul     | Stati Uniti | 33    | 11    | 20    | 2    |
| 11   | Emil Kukko       | Finlandia   | 34    | 17    | 6     | 11   |
| 12   | Gösta Holmér     | Svezia      | 36    | 20    | 5     | 11   |
| 13   | Otto Bäurle      | Germania    | 38    | 7     | 22    | 9    |
| 14   | Einar Nilsson    | Svezia      | 39    | 15    | 8     | 16   |
| 15   | Erik Kugelberg   | Svezia      | 40    | 8     | 11    | 21   |
| 15   | Charles Lomberg  | Svezia      | 40    | 6     | 17    | 17   |
| 17   | Pierre Failliot  | Francia     | 42    | 13    | 24    | 5    |
| 18   | Hugo Ericson     | Svezia      | 44    | 26    | 7     | 11   |
| 19   | John Eller       | Stati Uniti | 47    | 18    | 25    | 4    |
| 20   | Julius Wagner    | Svizzera    | 52    | 16    | 13    | 23   |
| 21   | Gustav Kröjer    | Austria     | 54    | 19    | 15    | 20   |
| 22   | Géo André        | Francia     | 60    | 21    | 21    | 18   |
| 23   | Mgirdiç Migiryan | Turchia     | 67    | 25    | 18    | 24   |
| 24   | Alfredo Pagani   | Italia      | 68    | 23    | 23    | 22   |
| -    | Karl Halt        | Germania    | Rit.  | 22/24 | 10    | Rit. |
| -    | Josef Waitzer    | Germania    | Rit.  | 22/24 | 26    | NP   |

### Classifica ricalcolata
| Pos. | Atleta          | Nazione     | Punti | Lungo | Giav. | 200m |
| ---- | --------------- | ----------- | ----- | ----- | ----- | ---- |
| 1    | Jim Thorpe      | Stati Uniti | 5     | 1     | 3     | 1    |
| 2    | Ferdinand Bie   | Norvegia    | 11    | 2     | 4     | 5    |
| 3    | James Donahue   | Stati Uniti | 15    | 3     | 10    | 2    |
| 4    | Oscar Lemming   | Svezia      | 19    | 5     | 2     | 12   |
| 5    | Frank Lukeman   | Canada      | 21    | 6     | 11    | 4    |
| 5    | Hugo Wieslander | Svezia      | 21    | 10    | 1     | 10   |
| 7    | James Menaul    | Stati Uniti | 22    | 8     | 12    | 2    |
| 7    | Inge Lindholm   | Svezia      | 22    | 9     | 8     | 5    |
| 7    | Avery Brundage  | Stati Uniti | 22    | 4     | 7     | 11   |
| 10   | Nils Fjästad    | Svezia      | 23    | 7     | 9     | 7    |
| 11   | Gösta Holmér    | Svezia      | 25    | 12    | 5     | 8    |
| 11   | Emil Kukko      | Finlandia   | 25    | 11    | 6     | 8    |

### Lancio del disco
| Pos. | Atleta          | Nazione     | Misura | Punti |
| ---- | --------------- | ----------- | ------ | ----- |
| 1    | Jim Thorpe      | Stati Uniti | 35,57  | 1     |
| 2    | Avery Brundage  | Stati Uniti | 34,72  | 2     |
| 3    | Frank Lukeman   | Canada      | 33,76  | 3     |
| 4    | Ferdinand Bie   | Norvegia    | 31,79  | 4     |
| 5    | Gösta Holmér    | Svezia      | 31,78  | 5     |
| 6    | James Menaul    | Stati Uniti | 31,38  | 6     |
| 7    | Hugo Wieslander | Svezia      | 30,74  | 7     |
| 8    | Inge Lindholm   | Svezia      | 30,47  | 8     |
| 9    | Nils Fjästad    | Svezia      | 30,43  | 9     |
| 10   | Emil Kukko      | Finlandia   | 29,97  | 10    |
| 11   | James Donahue   | Stati Uniti | 29,64  | 11    |
| 12   | Oscar Lemming   | Svezia      | 27,64  | 12    |

### Dopo quattro prove
| Pos. | Atleta          | Nazione     | Punti | Lungo | Giav. | 200m | Disco |
| ---- | --------------- | ----------- | ----- | ----- | ----- | ---- | ----- |
| 1    | Jim Thorpe      | Stati Uniti | 6     | 1     | 3     | 1    | 1     |
| 2    | Ferdinand Bie   | Norvegia    | 15    | 2     | 4     | 5    | 4     |
| 3    | Frank Lukeman   | Canada      | 24    | 6     | 11    | 4    | 3     |
| 3    | Avery Brundage  | Stati Uniti | 24    | 4     | 7     | 11   | 2     |
| 5    | James Donahue   | Stati Uniti | 26    | 3     | 10    | 2    | 11    |
| 6    | Hugo Wieslander | Svezia      | 28    | 10    | 1     | 10   | 7     |
| 6    | James Menaul    | Stati Uniti | 28    | 8     | 12    | 2    | 6     |
| 8    | Inge Lindholm   | Svezia      | 30    | 9     | 8     | 5    | 8     |
| 8    | Gösta Holmér    | Svezia      | 30    | 12    | 5     | 8    | 5     |
| 10   | Oscar Lemming   | Svezia      | 31    | 5     | 2     | 12   | 12    |
| 11   | Nils Fjästad    | Svezia      | 32    | 7     | 9     | 7    | 9     |
| 12   | Emil Kukko      | Finlandia   | 35    | 11    | 6     | 8    | 10    |

### 1500 m piani
| Pos. | Atleta          | Nazione     | Misura | Punti |
| ---- | --------------- | ----------- | ------ | ----- |
| 1    | Jim Thorpe      | Stati Uniti | 4'44"8 | 1     |
| 2    | James Menaul    | Stati Uniti | 4'49"6 | 2     |
| 3    | James Donahue   | Stati Uniti | 4'51"0 | 3     |
| 4    | Hugo Wieslander | Svezia      | 4'53"1 | 4     |
| 5    | Frank Lukeman   | Canada      | 5'00"2 | 5     |
| 6    | Ferdinand Bie   | Norvegia    | 5'07"8 | 6     |
| -    | Avery Brundage  | Stati Uniti | Rit.   | 7     |

## Classifica finale
Nel 1913 Jim Thorpe venne squalificato per professionismo dal Comitato olimpico internazionale, che assegnò il titolo al secondo classificato, il norvegese Ferdinand Bie. 

70 anni dopo, nel 1983, Thorpe fu riabilitato cosicché la gara ebbe, da allora, due vincitori (la medaglia d'oro di Thorpe venne consegnata ai discendenti).

Nel 2022 il CIO assegnò l'oro al solo Thorpe, mentre Bie fu relegato in seconda posizione, assieme a Lukeman. 
| Pos.    | Atleta          | Età | Nazione     | Punti | Lungo | Giav. | 200m | Disco | 1500m | Punti     |
| ------- | --------------- | --- | ----------- | ----- | ----- | ----- | ---- | ----- | ----- | --------- |
| Oro     | Jim Thorpe      | 25  | Stati Uniti | 7     | 1     | 3     | 1    | 1     | 1     | -         |
| Argento | Ferdinand Bie   | 24  | Norvegia    | 21    | 2     | 4     | 5    | 4     | 6     | -         |
| Argento | Frank Lukeman   |     | Canada      | 29    | 6     | 11    | 4    | 3     | 5     | 3.475,865 |
| Bronzo  | James Donahue   |     | Stati Uniti | 29    | 3     | 10    | 2    | 11    | 3     | 3.396,975 |
| 4       | James Menaul    |     | Stati Uniti | 30    | 8     | 12    | 2    | 6     | 2     | -         |
| 5       | Avery Brundage  | 25  | Stati Uniti | 31    | 4     | 7     | 11   | 2     | 7     | -         |
| 6       | Hugo Wieslander | 23  | Svezia      | 32    | 10    | 1     | 10   | 7     | 4     | -         |